# Pelican
För andra betydelser, se Pelican (olika betydelser).
Pelican är ett amerikanskt band som spelar instrumental sludge metal och postrock. Det bildades 2001 i Chicago, Illinois av gitarristerna Trevor de Brauw och Laurent Lebec, basisten Larry Herweg och trummisen Bryan Herweg.

## Medlemmar
Nuvarande medlemmar
- Trevor de Brauw – gitarr (2001– )
- Bryan Herweg – basgitarr (2001– )
- Larry Herweg – trummor (2001– )
- Dallas Thomas – gitarr (2013– )

Tidigare medlemmar
- Laurent Schroeder-Lebec – gitarr (2001–2012)

Turnerande medlemmar
- Dallas Thomas – gitarr (2010-2013)

## Diskografi
Studioalbum
- 2003 – Australasia
- 2005 – The Fire in Our Throats Will Beckon the Thaw
- 2007 – City of Echoes
- 2009 – What We All Come to Need
- 2013 – Forever Becoming

EP
- 2003 – Pelican
- 2005 – March into the Sea
- 2007 – Pink Mammoth
- 2009 – Ephemeral
- 2012 – Ataraxia/Taraxis
- 2015 – The Cliff

Singlar
- 2013 – "Deny the Absolute" / "The Truce"

Samlingsalbum
- 2010 – The Wooden Box
- 2014 – Arktika

Video
- 2005 – Live in Chicago 06/11/03 (DVD)
- 2007 – After the Ceiling Cracked (DVD)